# 法爾恩巴赫河
49°30′2.7″N 10°58′28.8″E / 49.500750°N 10.974667°E

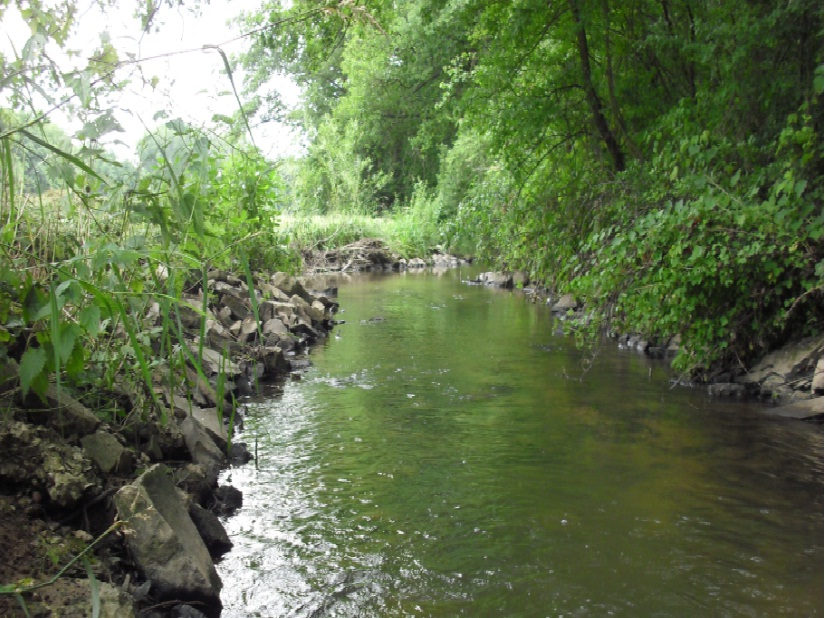

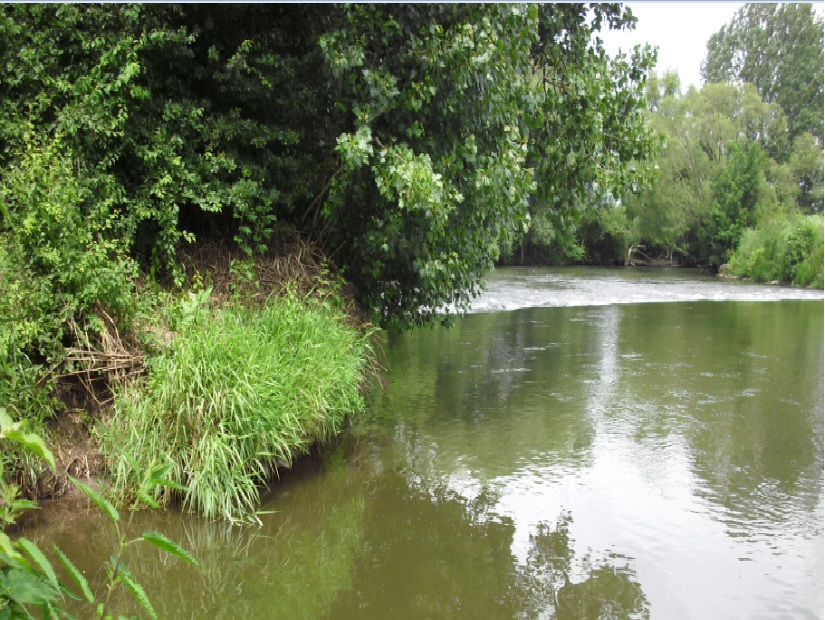

法爾恩巴赫河是德國的河流，位於該國東南部，由巴伐利亞負責管轄，屬於雷格尼茨河的左支流，河道全長23.6公里，流域面積57.9平方公里。